# Калиновка (Талицький міський округ)
Кали́новка (рос. Калиновка) — присілок у складі Талицького міського округу Свердловської області.
Населення — 106 осіб (2010, 180 у 2002).
Національний склад станом на 2002 рік: росіяни — 99 %.